# Matthieu Dreyer
Matthieu Dreyer, manchmal auch Mathieu Dreyer (* 20. März 1989 in Straßburg), ist ein französischer Fußballtorwart.

## Karriere
Der Elsässer Matthieu Dreyer begann mit dem Fußball 1997 beim AS Ernolsheim-sur-Bruche. 2003 ging er dann in die Jugendabteilung des FC Sochaux. Dort begann er 2007 seine Karriere. Zu seinem Profidebüt kam er jedoch erst am 28. Februar 2009, als er am 26. Spieltag der Ligue 1 gegen den OGC Nizza in der Startelf stand und durchspielte. Dieses Spiel blieb sein einziger Saisoneinsatz. In der Saison darauf kam er zu acht und in der Saison 2010/11 zu elf Einsätzen. 2011 wechselte er zum Drittligisten Étoile Fréjus-Saint-Raphaël. Dort war er als erster Torwart gesetzt. Dennoch verließ er den Verein bereits am Saisonende und wechselte zum Erstligaaufsteiger ES Troyes AC. Es folgten Stationen bei SM Caen, SC Amiens und dem FC Lorient. Von 2022 bis 2024 stand er bei AS Saint-Étienne unter Vertrag. Danach wechselte er zu Racing Straßburg. Dort wurde sein Vertrag im September 2024 bereits nach knapp einem halben Jahr vorzeitig aufgelöst.